# The Man Who Lost Himself
The Man Who Lost Himself é um filme mudo norte-americano de 1920, do gênero comédia dramática, escrito e dirigido por George D. Baker, com roteiro baseado no romance The Man Who Lost Himself , de Henry De Vere Stacpoole
É atualmente considerado um filme perdido.